# Mar de las Pampas
Mar de las Pampas è una località balneare del Mar Argentino, nel partido di Villa Gesell, Provincia di Buenos Aires, coperta da fitte dune.

## Storia
Nell'aprile del 1957 tre imprenditori, Antonio Vázquez, Manuel Rico e Jacobo Zceltman, decidono di creare una località turistica diversa dal resto dalle altre sparse sulla costa atlantica argentina. I primi passi furono quelli della bonifica del terreno e quello di forestare le dune. Per questi lavori la direzione fu data agli ingegneri agronomi Moretti e Takacs. Il lavoro di bonifica porta a creare un bosco di salici, pini, cipressi, pioppi, acacie ed altre specie che fanno da rifugio a numerose specie d'uccelli.
Attualmente Mar de las Pampas rimane una importante meta turistica e di villeggiatura.

## Popolazione
Ci sono 1 797 abitanti permanenti (fonte INDEC, 2010) .  Nel censimento precedente aveva 825 abitanti (fonte INDEC, 2001).